# XボソンとYボソン
Xボソン（X boson）とYボソン（Y boson）は、素粒子物理学における仮説上の素粒子である。
ハワード・ジョージとシェルドン・グラショーの SU(5) 大統一模型で導入される新たな相互作用を媒介するゲージ粒子である。
まとめてXボソンとも呼ばれる。
XボソンとYボソンはスピン1のベクトルボソンである。
両者はウィークアイソスピンの下で2重項を為し、ウィークハイパーチャージは ±5/6 である。
従ってXボソンは ±4/3、Yボソンは ±1/3 の電荷をもつ。
XボソンとYボソンはそれぞれにカラーチャージの下で3重項を為し、クォークと結合する。
XボソンとYボソンの質量は 1015GeV 程度であると推定されている。

## 詳細
XボソンとYボソンはクォークをレプトンと結びつけ、バリオン数を破り、陽子崩壊を可能にする。
XボソンとYボソンは次のような崩壊過程をもつ。
{\displaystyle X^{+4/3}\to u^{+2/3}+u^{+2/3}}
{\displaystyle X^{+4/3}\to e^{+}+d^{+1/3}}
{\displaystyle X^{+4/3}\to d^{+1/3}+e^{+}}
{\displaystyle Y^{+1/3}\to d^{-1/3}+u^{+2/3}}
{\displaystyle Y^{+1/3}\to e^{+}+u^{-2/3}}
{\displaystyle Y^{+1/3}\to d^{+1/3}+{\bar {\nu }}}
ここで、それぞれの過程の2つの崩壊生成物は互いに逆のカイラリティを持ち、1番目の崩壊生成物は左手型、2番目の崩壊生成物は右手型である。
u+2/3はアップクォーク、u-2/3は反アップクォーク、d-1/3はダウンクォーク、d+1/3は反ダウンクォーク、e+は陽電子、νは反電子ニュートリノである。
他の世代でも、同じような崩壊生成物が存在する。
これらの反応では、レプトン数（L）もバリオン数（B）も保存しないが、その差B-Lは保存する。Xボソンとその反粒子の分岐比の違いにより、バリオン生成が説明できると期待されている。

## 参考書籍
- Ta-Pei Cheng, Ling-Fong Li (1983). Gauge Theory of Elementary Particle Physics. Oxford University Press. ISBN 0198519613